# Batalha de Nova Cartago (209 a.C.)
A Primeira Batalha de Cartago Nova foi travada em 209 a.C. e foi um assalto das forças da República Romana, lideradas por Públio Cornélio Cipião (o futuro "Africano"), à capital cartaginesa na Península Ibérica, Cartago Nova, no contexto da Segunda Guerra Púnica.

## Geografia
Cartago Nova ficava em uma península unida ao litoral por um estreito istmo. A zona norte da cidade estava protegida por um grande lago que era alimentada pelas águas de um canal que protegia a zona oeste da cidade. A zona sula estava de frente para o Mediterrâneo, o que tornava a cidade muito bem protegida geograficamente e muito difícil de ser capturada num assalto.

## Contexto estratégico
Cipião chegou à Hispânia em 210 a.C. e passou o inverno organizando seu exército em Tarragona, um total de cerca de 28 000 soldados, 3 000 cavaleiros e 35 barcos, para um ataque direto a Cartago Nova. Seus inimigos eram três grandes generais cartagineses, Asdrúbal Giscão e os irmãos de Aníbal, Asdrúbal e Magão Barca. A relação entre os três não era boa e seus exércitos estavam separados uns dos outros. Asdrúbal estava no centro da Península, Magão, perto de Gibraltar, e Giscão na foz do rio Tejo. Todos eles a mais de dez dias de distância de Cartago Nova. Cipião colocou a frota sob o comando de seu grande amigo e braço-direito Caio Lélio, o único que sabia de seus planos, e ele próprio assumiu o comando dos exércitos em terra. Com marchas forçadas, seguiu rapidamente para o sul.

## Batalha

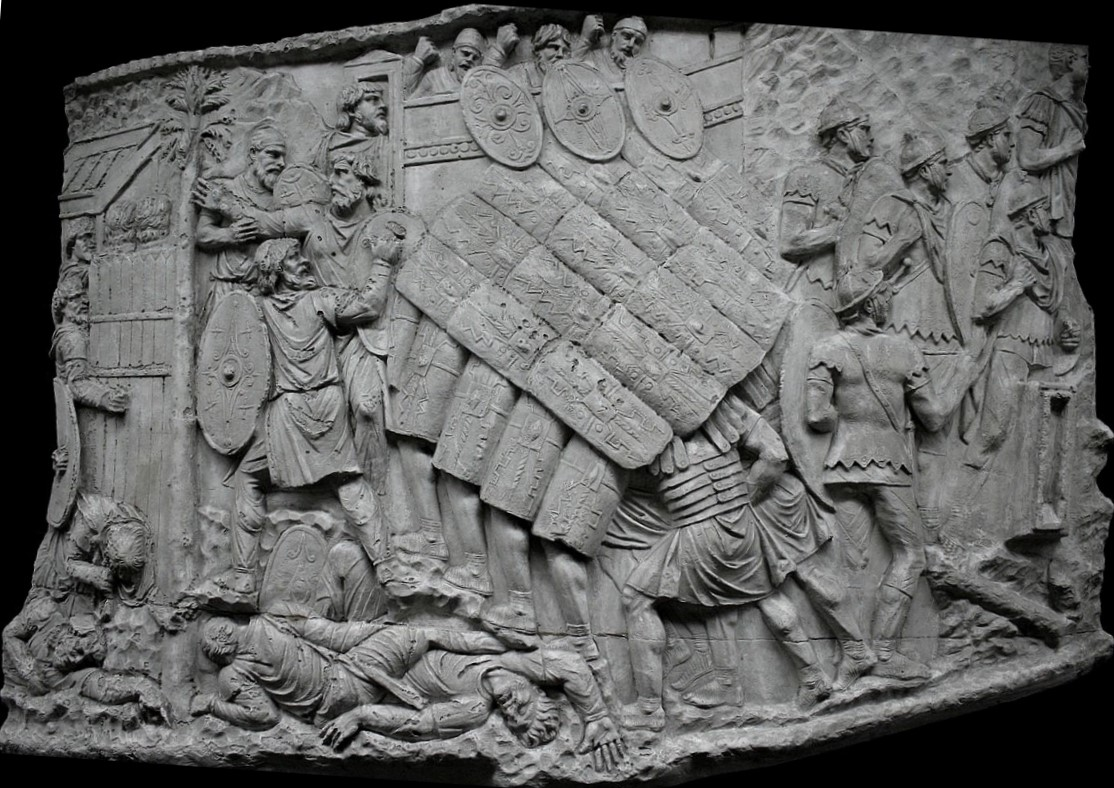
Molde do friso da Coluna de Trajano, exposto no Museu da Civilização Romana, Roma.

Cipião montou seu acampamento no outro extremo do istmo, isolando a cidade do litoral. A frota romana bloqueou a saída para o mar e Cartago Nova se viu completamente cercada. Depois de repelir um ataque da guarnição da cidade, Cipião ordenou um assalto combinado da infantaria, pelo istmo, e da frota, que vinha pelo sul.
Apesar disto, este primeiro ataque foi repelido e Cipião ordenou um segundo, ainda no mesmo dia, desta vez lançando um contingente pelo norte, cruzando o lago. Ajudado pela maré baixa, este grupo consegui escalar a muralha norte, que estava quase indefesa, e atacou os defensores pela retaguarda. Ao mesmo tempo, as forças navais conseguiram invadir a cidade pelo sul e, logo depois, a cidade toda caiu. Magão e os últimos sobreviventes, refugiados na cidadela (Cidadela de Asdrúbal), se renderam e imediatamente começou o saque da cidade.

## Consequências
Com a captura de Cartago Nova com todos os seus suprimentos militares, os romanos conseguiram assumir o controle toda a costa leste da Península Ibérica e passaram a controlar as ricas minas de prata da região.
Durante o saque da cidade, ocorreu um famoso episódio conhecido como "Clemência de Cipião", no qual, tendo sido presenteado pelos soldados romanos com uma princesa ibera como sua parte no butim, Cipião recebeu a visita de um general celtibero chamado Alúcio, noivo dela, que trazia um resgate para tomá-la de volta. Diante da visível paixão entre os dois, Cipião se apieda e decide devolvê-la, presenteando o casal com o valor resgate.
Em comemoração a esta batalha, celebra-se em Cartagena, desde 1990, uma festa conhecida como "Carthagineses y Romanos".
Depois de sua vitória, Cipião começou a reunir um poderoso exército, com cerca de 35-40 000 romanos, mais 10-15 000 auxiliares hispânicos, para acabar com Asdrúbal. Pouco depois, na Batalha de Bécula, um exército cartaginês de 25-30 000 homens foi aniquilado. Asdrúbal queria chegar à Itália, mas acabaria vencido e morto na Batalha de Metauro. Cipião depois derrotou os exércitos cartagineses restantes na Hispânia, de Giscão e Magão, na Batalha de Ilipa.